# El juego de la verdad (programa de TV de Chile)
El juego de la verdad fue un programa de televisión chileno, emitido por el entonces Canal 9, actualmente Chilevisión,  desde el 10 de agost de 1965 hasta enero de 1973. Era un programa periodístico presentado por Igor Entrala, periodista, dirigido por Sergio Riesenberg y Antonio Freire. Es considerado uno de los programas periodísticos más exitosos en la televisión chilena.
Cada emisión de El juego de la verdad poseía diversas secciones: La cámara indiscreta, El chiste de moda, El ojo político, y La foto inolvidable, entre otras. Junto a esto, por lo general se presentaban a 2 personajes que discutían acerca de los temas de actualidad. El primer invitado a El juego de la verdad fue el entonces candidato presidencial Eduardo Frei Montalva.
Durante 1965, El juego de la verdad comenzaba a las 21:30, tenía una duración de 25 minutos y precedía al exitoso programa Ésta es su vida. Hacia 1970, el programa había aumentado su tiempo de emisión a una hora completa, y comenzaba a las 22:00, después del informativo Nuevediario.
La última edición de El juego de la verdad fue emitida en enero de 1973 —con Frida Modak como moderadora que reemplazaba en determinados programas a Igor Entrala—, y luego de la toma de Canal 9 en ese mismo mes por parte de un grupo de trabajadores, Igor Entrala presentó en Canal 6 el programa Ojo político —con las mismas características de El juego de la verdad— entre junio y septiembre de 1973.